# 834 버너미아
834 버너미아(834 Burnhamia)는 소행성대에 있는 소행성 중에 하나이다. 1916년에 발견된 소행성이다.

## 설명
834 버너미아(지역명: A916 SG 또는 1916 AD)는 지름이 약 61킬로미터 (38마일)인 거대한 배경을 가진 소행성으로 소행성대의 바깥쪽 지역에 위치하고 있다. 1916년 9월 20일에 독일의 천문학자인 막스 볼프가 독일 남서부에 위치하는 하이델베르크 천문대에서 발견했다. X형 소행성(GS)의 자전 주기는 13.9시간이다. 이 별은 미국의 천문학자인 셔번 웨슬리 버넘(1838–1921)의 이름을 따서 지어졌다. 버너미아는 고유 궤도 요소에 계층적 군집 방법을 적용할 때 메인 벨트의 배경 인구의 비가족 소행성이다. 외주대에서 태양을 2.5~3.8 천문단위 거리로 5년 8개월(2,076일, 반장대축 3.18 천문단위)에 한 번 공전한다.
궤도의 이심률은 0.20이며 황도에 대해서는 4°의 경사를 보이고 있다. 이 소행성의 관측호는 공식적인 발견 관측보다 거의 11년 전인 1905년 10월 26일에 하이델베르크 천문대에서 A905 UM으로 처음 관측을 시작한다. 이 작은 행성의 이름은 많은 쌍성을 시각적으로 발견한 미국 천문학자 셔번 웨슬리 버넘(1838–1921)의 이름을 따서 지어졌으며 1906년 워싱턴 카네기 연구소에서 두 부분으로 나누어 출판한 북반구에서 볼 수 있는 쌍성 목록인 버넘 이중성 목록(BDS)으로 유명하다. 버넘은 시카고(1877), 릭(1888), 여키스(1897) 관측소에서 관측했다. 이 이름은 1921년에 독일의 천문학자인 나흐리히텐의 천문학 저널에 실렸고(An 214, 69) 1955년에는 풀 허켓의 소행성에 관한 천문학 저널에도 언급되었다(H 82).
달의 분화구 중에 하나인 버넘도 그를 기리기 위해 이름을 지었다. 소행성 분광형 분류에서 버너미아는 G형 소행성에 가장 가깝고 일반적인 돌로서 된 S형 소행성과 약간 유사한 반면에 소행성 분광형과 스매스와 같은 분류인 소형 태양계 천체 분광 조사(S3OS2)에서 버너미아는 X형 소행성이다. 2006년 10월 캘리포니아 알티미라 천문대(G76)에서 로버트 부흐하임이 광도 관측을 통해 버너미아의 회전광 곡선을 발견했다. 광곡선 분석은 13.875±0.001시간의 명확한 회전 주기와 0.20±0.02 크기의 밝기 변화(U=3)를 제공했다. 이러한 결과는 진폭 0.15±0.01 크기(U=2+)의 13.9±0.03시간, 2006년 10월부터 13.85±0.03시간, 진폭 0.22±0.02 크기(U=3-)의 기간을 제공한 프랑스의 아마추어 천문학자인 로랑 베르나스코니의 이전 관측을 대체한다.
NASA의 광역적외선탐사위성(WISE), 일본의 아카리 위성, 적외선천문위성 IRAS의 네오와이즈 임무 수행에 따른 조사 결과에 따르면, 버너미아의 지름은 (61.278±0.303), (61.44±2.13), (66.65±2.4)km이며 표면의 알베도는 (0.071±0.008), (0.082±0.007), (0.0698)이다. 각각 ±0.005)이다. 협력 소행성 라이트커브 링크는 절대진도 9.55를 기준으로 하여 알베도 0.0602, 지름 66.64km를 도출한다. 이것을 바탕으로 하여 나사의 광역적외성탐사위성팀의 버너미아 소행성의 밀도 조사를 하였으며 이러한 밀도의 조사에서 (66.151±1.727km)의 대체 평균 직경을 자세히 발표했고 해당 알베도는 (0.0611±0.0082)였다. 2013년 9월과 2014년 1월, 두 번의 버너미아 소행성 오컬트로 인해 타원 크기는 (61.0 km × 61.0 km)로 결정되었다. 이러한 시간적 관측은 소행성이 먼 별 앞을 지날 때 행해진다.

## 같이 보기
- 소행성
- 천문학